# 京都市立日野小学校
京都市立日野小学校（きょうとしりつ ひのしょうがっこう）は、京都府京都市伏見区日野谷寺町にある公立小学校。

## 沿革
日野小学校 学校沿革史より
- 1981年（昭和56年）
  - 1月23日 - 京都市立春日野小学校東分校開校式を敢行
  - 2月 - 校章を決定
  - 4月 - 京都市立日野小学校開校式敢行[2]
  - 10月 - 校歌制定
- 1999年（平成11年）12月21日 - 京都小学生殺害事件が発生
- 2000年（平成12年）12月 - 「日野小学校人権宣言」を宣言
- 2012年（平成24年）1月 -「お話を絵にする」コンクールで学校賞を受賞

## 通学区域
- 京都市伏見区[3]
  - 醍醐一言寺裏町・醍醐柏森町・醍醐上山口町・醍醐岸ノ上町・醍醐下山口町・醍醐外山街道町・醍醐南端山・日野岡西町・日野奥出・日野北川頰・日野北山・日野慈悲町・日野田頰町・日野田中町・日野谷田町・日野谷寺町・日野西大道町・日野西風呂町・日野野色町・日野畑出町・日野林・日野馬場出町・日野不動講町・日野船尾・日野南山

## 卒業後の進路
卒業後は基本的に京都市立春日丘中学校に進学する。

## 著名な出身者
- 小山翔吾（歌手）
- 深萱知代（バレーボール）

## 通学区域が隣接している学校
- 京都市立醍醐小学校
- 京都市立春日野小学校
- 宇治市立木幡小学校
- 宇治市立御蔵山小学校
- 宇治市立笠取第二小学校